# Robert Peugeot (1950-)
Pour les autres membres de la famille, voir Famille Peugeot.
Pour les autres membres de la famille, voir Robert Ier Peugeot.
Robert Peugeot, né le 25 avril 1950 à Belfort (France), est un homme d'affaires français. Il est président de Peugeot Invest, la société d'investissement cotée en bourse, un des deux actionnaires de référence de Stellantis et détenue majoritairement par les Établissements Peugeot Frères (famille Peugeot) et vice-président de Stellantis. 
S'inscrivant dans une grande lignée familiale, il est le fils de Bertrand Peugeot longtemps dirigeant des Cycles Peugeot et l’un des acteurs à l'origine de la création du groupe PSA Peugeot Citroën en 1976 et l'arrière-petit-fils de Robert Ier Peugeot et petit-fils d’Eugène II Peugeot.

## Parcours
Après des études primaires et secondaires au lycée Cuvier de Montbéliard puis à Janson-de-Sailly à Paris, Robert Peugeot est reçu à l'École centrale de Paris et obtient son diplôme d'ingénieur en 1971 qu’il complète par l’INSEAD en 1973. 
Soucieux d'acquérir une réelle expérience du terrain au sein du constructeur automobile, il entre en 1974 à l'usine de fabrication de véhicules de Sochaux en tant qu'ouvrier puis chef d'équipe sur les lignes de montage. 
Il occupe par la suite une succession de postes opérationnels au sein du groupe automobile : 
- Responsable du service du plan de Peugeot-Citroën à Johannesbourg (Afrique du Sud) (1975-76).
- Ingénieur d'études et développement chez Peugeot (1977-78). Il travaille notamment au développement et à la mise au point des climatisations embarquées pour les nouveaux véhicules.
- Ingénieur des méthodes centrales en carrosserie chez Citroën (1979-81). Sur la période, il développe la robotisation des ateliers de soudure de carrosserie.
- Directeur de l'usine de mécanique Citroën d'Asnières (1981-82). Lors des grands conflits sociaux de 1982, Robert Peugeot maintient pendant tout le conflit la production de l’usine d’Asnières qui alimentait toutes les usines de montage de la société Citroën.
- Directeur de Peugeot-Talbot Motor Company à Coventry (Grande-Bretagne) (1983-84). Il organise avec succès le lancement du modèle « 205 » de Peugeot dans le réseau majoritairement issu de Talbot et l’investissement du modèle 309 qui pérennisera à l’époque l’usine de Ryton.
- De 1985 à 1998, il occupe une succession de postes de direction chez Citroën : Responsable des plans et programmes (1985-88), puis Directeur de l'organisation et des systèmes informatiques (1988-93), et enfin Directeur de la qualité et de l'organisation (1993-98).

## Le centre de design PSA Peugeot Citroën
En 1998, Robert Peugeot devient l’un des 8 membres du Comité exécutif de PSA Peugeot Citroën, position occupée jusqu’en février 2007. À ce titre, il occupe le poste de Directeur Innovation et Qualité et contrôle pour l’ensemble du groupe l’informatique, l’innovation, la qualité et le design. En tant que patron direct du style, il supervise la création de la plupart des véhicules Peugeot et Citroën qui sont aujourd’hui en circulation. 
Conscient de l'enjeu majeur que représente le design pour l'industrie automobile, il est à l'origine de la création à Vélizy du Centre de design du groupe, baptisé Automotive Design Network (ADN).
Symbole d'innovation et de modernité, le centre est doté d'outils technologiques de pointe allant de salles de réalité virtuelle permettant de tester de multiples solutions en évitant le recours systématique à la création de « vrais » prototypes jusqu’aux studios de style des deux marques établis au dernier étage de l’édifice profitant ainsi de la lumière zénithale. Il rassemble près de 350 stylistes et 700 ingénieurs et techniciens.
Robert Peugeot préside le jury qui choisit l'atelier d'architecture Ripault et Duhart pour la conception du centre, faisant le choix d'une architecture organique et fonctionnelle aux lignes futuristes. Passionné de créations contemporaines, il confie la mise en lumière du bâtiment à James Turrel, artiste contemporain américain.

## La présidence deFFP
En février 2002, Robert Peugeot est nommé Président-Directeur général de FFP, société d'investissement cotée et premier actionnaire de Peugeot SA (22,1 % du capital). À l’époque, FFP détient comme actifs essentiels les titres PSA Peugeot Citroën. 
Robert Peugeot officialise peu après la stratégie d’investissement de diversification de FFP qui repose sur la prise de participations minoritaires (entre 5 et 10 %), amicales et de long terme dans des sociétés de qualité.
Aux commandes de FFP, Robert Peugeot dit privilégier les investissements dans les entreprises dans lesquelles sa société pourra « apporter son expertise de la gestion des groupes familiaux avec une collaboration active des représentants de FFP dans la décision et le développement des entreprises dans laquelle FFP a pris une part du capital. » .
En 2007, Robert Peugeot décide de quitter le comité exécutif de PSA Peugeot Citroën pour entrer au conseil de surveillance de PSA Peugeot Citroën et, compte tenu du développement atteint par FFP, gérer la société à plein temps. Il a été reconduit dans ses fonctions de PDG le 9 juin 2011 lors de l'assemblée générale de la société. 
Depuis 2002, la valorisation des actifs de FFP a fortement progressé. Au 31 décembre 2019 et malgré deux années de crise financière, l’actif net réévalué s’établissait à plus de 3,5 milliards d’euros. 
Le 15 juillet 2015, le magazine Le Point publie un article faisant état de la retraite chapeau de plus de 450 000 euros perçue par Robert Peugeot de la part de PSA. Cet article indique que « Robert Peugeot avait obtenu du comité de rémunération en 2007 un statut sur mesure : son contrat de travail n'a pas été interrompu à son départ, mais suspendu. Plus étonnant encore, le montant de sa retraite chapeau a été régulièrement réévalué. En 2010, l'enveloppe annuelle avait déjà grossi de 12,5 %. Mais lorsqu'en 2014, âgé de 65 ans, il fait valoir ses droits, le montant s'est considérablement « allégé » puisqu'il ne touche finalement que 160 000 euros par an. L'effet Varin sans doute... ». 
Le 19 mai 2020, Robert Peugeot est nommé Président de FFP, laissant la place de Directeur général de FFP à Bertrand Finet. 

## Autres fonctions et mandats sociaux
- Membre du comité exécutif de PSA Peugeot Citroën (1998 – 2007)
- Membre du conseil de surveillance de PSA Peugeot Citroën (depuis 2007) et Président du Comité Stratégique de PSA Peugeot Citroën
- Membre du conseil d'administration de Faurecia
- Membre du conseil d'administration de Safran
- Membre du conseil d'administration de Stellantis

Par ailleurs, Robert Peugeot est également administrateur indépendant au sein des conseils des sociétés IMERYS et Sofina.

## Décorations
- Chevalier de la Légion d'honneur (2010) remis par Éric Woerth
- Chevalier de l'ordre national du Mérite (2000) remis par Jean-Martin Folz